# Cornelis Le Mair
Cornelis Wilhelmus Antonius Maria (Cees) le Mair (Eindhoven, 3 juli 1944) is een Nederlandse kunstschilder. Als kind ontwikkelde Le Mair al een talent voor tekenen. Na het doorlopen van de middelbare school ging hij studeren aan de kunstacademie in 's-Hertogenbosch waarbij hij hoopte zijn schildertechnieken te kunnen verbeteren. Hij verliet de academie, omdat er naar zijn indruk vrijwel uitsluitend ‘vrije expressie’ werd gedoceerd.  Hij kreeg het advies om over te stappen naar de Koninklijke Academie voor Schone Kunsten in Antwerpen, waar het oude schilder-ambacht nog zou worden geleerd. In professor Victor Dolphijn vond hij een leermeester op het gebied van de ambachtelijke technieken van oude meesters.
In 1968 studeerde Le Mair cum laude af in de richting portret-, stilleven en figuurschilderen. In 1973 vestigde Le Mair zich als zelfstandig kunstschilder in een oude boerderij in de nabijheid van zijn geboortestad Eindhoven.
De stijl waarin hij werkt noemt hij zelf traditioneel-ambachtelijk. 
Zijn werk wordt door kunstcritici als weinig vernieuwend omschreven. Bij het grote publiek is hij echter succesvol en krijgt hij veel opdrachten voor portretten. Ook heeft hij geregeld tentoonstellingen in galeries en musea die veel bezoekers trekken.
Naast zijn beroep, het schilderen van portretten, figuren, stillevens en een enkel landschap, houdt hij zich bij periodes  bezig met de architectuur, het maken van beelden, het bouwen van muziekinstrumenten en het vervaardigen van meubels. Ook heeft hij verschillende publicaties over de schilderkunst op zijn naam.

## Exposities
- overzichtstentoonstelling in Museum Kempenland (1994)
- eenmanstentoonstelling in Slot Zeist (1998)
- overzichtstentoonstelling in het Westfries Museum (1999)
- In 2004 organiseerde het voormalig Museum Kempenland een tentoonstelling rondom zijn maquette van een gebouwencomplex, het zogeheten Vanitas-paleis.
- Tentoonstelling 'Een leven in schilderijen' in Museum Slager (20 september 2015 - 17 januari 2016)